# Havannah (bière)
Pour les articles homonymes, voir Havannah (homonymie).
La Havannah est une bière ambrée lager calédonienne. Elle est brassée à Nouméa depuis 2001 par la GBNC (Grande Brasserie de Nouvelle-Calédonie), visant un public de connaisseurs et se voulant bière de dégustation. Elle est donc beaucoup moins répandue et commercialisée que le produit phare de la GBNC, la bière blonde Number one. Il s'agit de la première bière ambrée brassée et commercialisée en Nouvelle-Calédonie.